# 에듀파인
에듀파인은 교육부의 산하에서 관리되고 있는 대한민국의 국가관리회계시스템이다.